# Chalcomela leai
Chalcomela leai es un coleóptero de la familia Chrysomelidae.
Fue descrita científicamente en 2003 por Daccordi.